# Erik de Bruyn
Erik de Bruyn (Terneuzen, 27 ottobre 1962) è un regista e sceneggiatore olandese il suo film Wilde Mussels è stato presentato al Festival cinematografico internazionale di Mosca 2001.
de Bruyn ha studiato sociologia all'Università di Utrecht e scienze cinematografiche e comunicazioni di massa all'Università di Amsterdam . Nel 2000 ha realizzato il lungometraggio Wilde Mossels di cui ha scritto anche la sceneggiatura.

## Filmografia
- Mates - film TV (1999)
- Wild Mussels (2000)
- J. Kessels (2006)
- Nadine (2007)